# Herb Zabrza
Herb Zabrza – jeden z symboli miasta Zabrze w postaci herbu.

## Wygląd i symbolika
Herb przedstawia trzy czerwone murowane wieże z blankami i niebieskie koło zębate wspierające się na środkowej wieży.
Ceglane wieże nawiązują do charakterystycznej architektury miasta (Zabrze bywa nazywane miastem ceglanych wież). Koło zębate nawiązuje do przemysłowego charakteru miasta.

## Historia
1 października 1922 r. Zabrze uzyskało prawa miejskie i pojawiła się konieczność opracowania herbu miejskiego. Rada Miasta w 1924 r. ogłosiła konkurs, na który wpłynęły 93 projekty wykonane przez 46 autorów. 17 maja 1927 r. minister spraw wewnętrznych Rzeszy wydał zgodę na używanie przez Zabrze herbu miejskiego. Autorem herbu był ks. Alfred Burkel (bądź Brockel) z Gliwic. Wieże miały symbolizować miejscowy przemysł ciężki, choć według niektórych nawiązywały również do trwania niemczyzny na kresach wschodnich Rzeszy Niemieckiej.
Herb obowiązywał do marca 1948 roku, kiedy to prezydent Paweł Dubiel zakazał jego używania. Konkurs na nowy herb rozpisano w październiku 1950 roku, a wpłynęło nań 51 projektów, spośród których do realizacji wybrano pracę Jana Szancenbacha z Krakowa, przedstawiającą tarczę dwudzielną w słup z półorłem na tle niebieskim oraz kilofem i laurem na tle czerwonym. 23 lutego 1960 r. radni zabrzańscy oficjalnie uchwalili nowy herb.
Pierwotny herb (w nieco zmienionej formie) powrócił w 1990 roku. 11 czerwca 2012 uchwalono nową wersję herbu, która bardziej przypominała wersję oryginalną. Herb ten został zatwierdzony przez Komisję Heraldyczną.

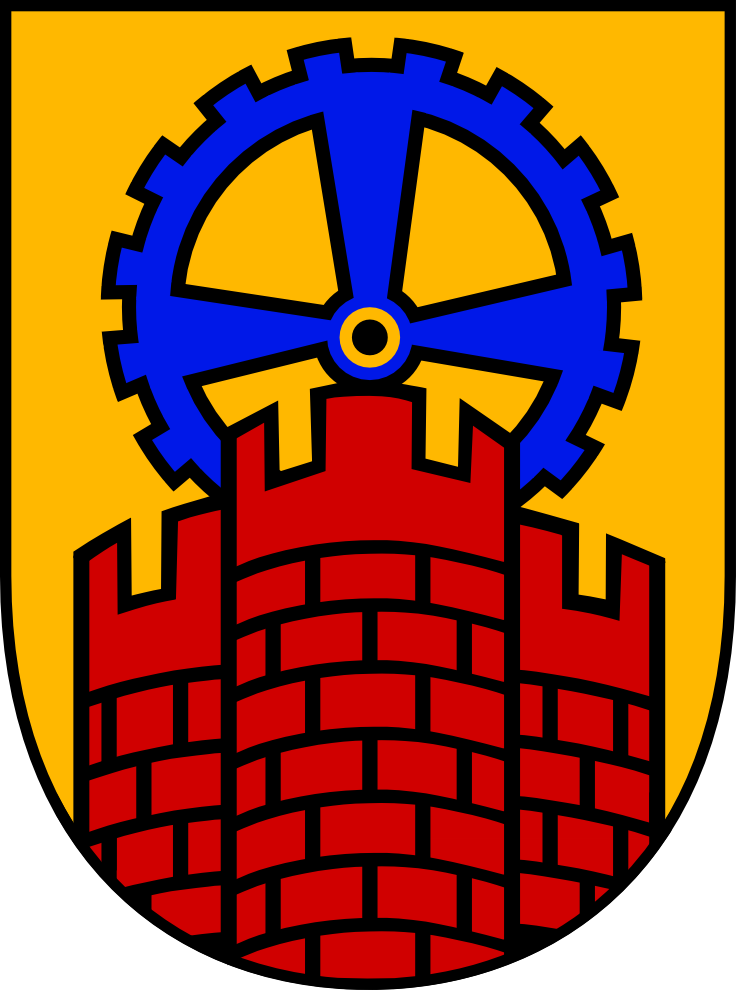
Herb z lat 1927–1948
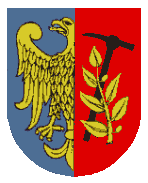
Herb z lat 1950−1990
Herb z lat 1990−2012